# Kubrat Pulev
Kubrat Venkov Pulev (en búlgaro: Кубрат Венков Пулев; Sofía, 4 de mayo de 1981) es un deportista búlgaro que compite en boxeo. Su hermano Tervel también es un boxeador profesional.
Ganó una medalla de bronce en el Campeonato Mundial de Boxeo Aficionado de 2005, y dos medallas en el Campeonato Europeo de Boxeo Aficionado, oro en 2008 y bronce en 2006.
En septiembre de 2009 disputó su primera pelea como profesional. En octubre de 2011 conquistó el título internacional de la IBF. En su carrera profesional tuvo en total 34 combates, con un registro de 31 victorias y 3 derrotas.

## Palmarés internacional
| Campeonato Mundial | Campeonato Mundial      | Campeonato Mundial | Campeonato Mundial |
| Año                | Lugar                   | Medalla            | Categoría          |
| ------------------ | ----------------------- | ------------------ | ------------------ |
| 2005               | Mianyang (China)        | Medalla de bronce  | +91 kg             |
| Campeonato Europeo |                         |                    |                    |
| Año                | Lugar                   | Medalla            | Categoría          |
| 2006               | Plovdiv (Bulgaria)      | Medalla de bronce  | +91 kg             |
| 2008               | Liverpool (Reino Unido) | Medalla de oro     | +91 kg             |

## Récord profesional
| 31 victorias (14 nocauts), 3 derrotas y 0 empates |        |                      |      |                |            |                                       | |
| Res.                                              | Récord | Oponente             | Tipo | Asalto, Tiempo | Fecha      | Localidad                             | Notas |
| G                                                 | 31–3   | Ihor Shevadzutsky    | UD   | 10             | 30-03-2024 | Arena Armeets, Sofía                  | |
| G                                                 | 30–3   | Andrzej Wawrzyk      | UD   | 10             | 14-12-2023 | The Hangar, Costa Mesa, California    | |
| D                                                 | 29–3   | Derek Chisora        | SD   | 12             | 09-07-2022 | The O2 Arena, Londres                 | Por el vacante título International de la WBA del peso pesado.                                                 |
| G                                                 | 29-2   | Jerry Forrest        | UD   | 10             | 2022-05-14 | Forum, Inglewood, California          | |
| D                                                 | 28-2   | Anthony Joshua       | KO   | 9 (12), 2:58   | 2020-12-12 | The SSE Arena, Londres                | Por los títulos WBA (Super), IBF, WBO e IBO del peso pesado.                                                   |
| V                                                 | 28-1   | Rydell Booker        | UD   | 10             | 2019-11-09 | Chukchansi Park, Fresno, California   | |
| V                                                 | 27-1   | Bogdan Dinu          | KO   | 7 (10), 2:40   | 2019-03-23 | The Hangar, Costa Mesa, California    | |
| V                                                 | 26-1   | Hughie Fury          | UD   | 12             | 2018-10-27 | Arena Armeets, Sofía                  | |
| V                                                 | 25-1   | Kevin Johnson        | UD   | 12             | 2017-04-28 | Arena Armeets, Sofía                  | Retiene el vacante título WBA Inter-Continental del peso pesado.                                               |
| V                                                 | 24-1   | Samuel Peter         | RTD  | 3 (12) 3:00    | 2016-12-03 | Arena Armeets, Sofía                  | Ganó el vacante título WBA Inter-Continental del peso pesado.                                                  |
| V                                                 | 23-1   | Derek Chisora        | SD   | 12             | 2016-05-07 | Barclaycard Arena, Hamburgo           | Ganó el vacante título Europeo del peso pesado.                                                                |
| V                                                 | 22-1   | Maurice Harris       | KO   | 1 (8) 1:59     | 2015-12-05 | Inselparkhalle Wilhelmsburg, Hamburgo | |
| V                                                 | 21-1   | George Arias         | UD   | 8              | 2015-10-15 | Pabellón Max Schmeling, Berlín        | |
| D                                                 | 20-1   | Wladimir Klitschko   | KO   | 5 (12) 2:11    | 2014-11-15 | O2 World, Hamburgo                    | Disputa el título de la Federación Internacional de Boxeo                                                      |
| V                                                 | 20-0   | Ivica Perkovic       | RTD  | 3 (8), 3:00    | 2014-04-05 | Stadthalle, Rostock                   | |
| V                                                 | 19-0   | Joey Abell           | RTD  | 4 (12), 3:00   | 2013-12-14 | Jahnsportforum, Neubrandenburg        | Retiene el título de la Federación Internacional de Boxeo                                                      |
| V                                                 | 18-0   | Tony Thompson        | UD   | 12             | 2013-08-24 | Sport and Congress Center, Schwerin   | Retiene el título de la Federación Internacional de Boxeo                                                      |
| V                                                 | 17-0   | Alexander Ustinov    | KO   | 11 (12), 1:28  | 2012-09-29 | Alsterdorfer Sporthalle, Hamburgo     | Retiene el título de la Federación Internacional de Boxeo. Gana el título de la Unión Europea de Boxeo         |
| V                                                 | 16-0   | Alexander Dimitrenko | KO   | 11 (12), 2:59  | 2012-05-05 | Messehalle, Erfurt                    | Retiene el título de la Federación Internacional de Boxeo. Gana el título vacante de la Unión Europea de Boxeo |
| V                                                 | 15-0   | Michael Sprott       | RTD  | 9 (12), 3:00   | 2012-01-14 | Baden-Arena, Offenburg                | Retiene el título de la Federación Internacional de Boxeo                                                      |
| V                                                 | 14-0   | Travis Walker        | UD   | 12             | 2011-10-22 | Arena Ludwigsburg, Ludwigsburg        | Gana el título vacante de la Federación Internacional de Boxeo                                                 |
| V                                                 | 13-0   | Maksym Pediura       | UD   | 8              | 2011-07-16 | Olympia Eishalle, Múnich              | |
| V                                                 | 12-0   | Derric Rossy         | TKO  | 5 (8), 2:15    | 2011-05-07 | Koncerthuset, Copenhague              | |
| V                                                 | 11-0   | Yaroslav Zavorotnyi  | UD   | 8              | 2011-02-12 | Messecenter Herning, Herning          | |
| V                                                 | 10-0   | Paolo Vidoz          | UD   | 8              | 2010-12-18 | Pabellón Max Schmeling, Berlín        | |
| V                                                 | 9-0    | Dominick Guinn       | UD   | 8              | 2010-10-30 | Stadthalle, Rostock                   | |
| V                                                 | 8-0    | Evgeny Orlov         | DQ   | 7 (8), 0:16    | 2010-05-01 | Weser-Ems-Halle, Oldemburgo           | |
| V                                                 | 7-0    | Danny Batchelder     | TKO  | 2 (8), 0:45    | 2010-03-13 | Pabellón Max Schmeling, Berlín        | |
| V                                                 | 6-0    | Isossa Mondo         | RTD  | 3 (8), 3:00    | 2010-02-20 | Salle De La Préhalle, Herstal         | |
| V                                                 | 5-0    | Matt Skelton         | KO   | 4 (8), 2:14    | 2010-01-30 | Jahnsportforum, Neubrandenburg        | |
| V                                                 | 4-0    | Zack Page            | UD   | 6              | 2009-12-05 | Arena Ludwigsburg, Ludwigsburg        | |
| V                                                 | 3-0    | Gbenga Oloukun       | UD   | 6              | 2009-11-07 | Nuremberg Arena, Núremberg            | |
| V                                                 | 2-0    | Serdar Uysal         | TKO  | 4 (4), 0:56    | 2009-10-17 | O2 World, Berlín                      | |
| V                                                 | 1-0    | Florian Benche       | TKO  | 2 (4), 2:05    | 2009-09-19 | Jahnsportforum, Neubrandenburg        | Debut profesional.                                                                                             |